# Roomet Jakapi
Roomet Jakapi (* 18. dubna 1973 Tartu) je estonský filosof a hudebník.

## Život a dílo
Po gymnáziu vystudoval teologii na Tartské univerzitě. Roku 2002 obhájil v angličtině disertační práci na téma Filosofie G. Berkeleyho. Od roku 2003 působí na Tartské univerzitě.
Ve své odborné a badatelské činnosti se věnuje raně novověké filosofii, především Lockovi a Berkeleymu, kterých se týkají jeho publikované stati. Je členem Mezinárodní Berkeleyho společnosti (International Berkeley Society) a vystupuje na jejích konferencích.
Spolu s Allanem Plekkseppem zformoval hudební skupinu Kreatiivmootor.

## Vybrané stati
- JAKAPI, Roomet. Berkeley and the Separate State of the Soul. Berkeley Studies. 2007, roč. 18, s. 24–28. Dostupné online.[nedostupný zdroj][2]
- Roomet JAKAPI. Christian Mysteries and Berkeley’s Alleged Non-Cognitivism, in Reexamining Berkeley’s Philosophy, ed. Stephen H. Daniel, Toronto: University of Toronto Press 2007, pp. 188–198.
- Roomet JAKAPI. Was Berkeley a Utilitarian? in Human Nature as the Basis of Morality and Society in Early Modern Philosophy (Acta Philosophica Fennica 83), eds. Juhana Lemetti and Eva Piirimäe, Helsinky 2007, pp. 53–68.
- JAKAPI, Roomet. William Whiston, The Universal Deluge, and a Terrible Specracle. Folklore. 2006, roč. 31, s. 7–14. Dostupné online.
- Roomet Jakapi. “On the Creation of Plants in a Desert” // International Berkeley Conference. The 300th Anniversary of the Publication of Three Dialogues between Hylas and Philonous. Collegium Maius, Jagiellonian University, Kraków, Poland. 19-22 August 2013.